# 埃文基自治区
埃文基自治区（羅馬化：Evenkysky avtonomny okrug），是俄羅斯的一個已不存在的聯邦主體，屬克拉斯诺亚斯克边疆区。面積767,600 km²，人口17,697 (2002年)。首府圖拉。當地主體民族為埃文基族（中國稱鄂溫克族）。
根據2005年4月17日的公民投票，與泰梅尔（多尔干-涅涅茨）自治区於2007年1月1日併入克拉斯诺亚斯克边疆区。現為該邊疆區下轄的埃文基區。